# 學生計算機年會

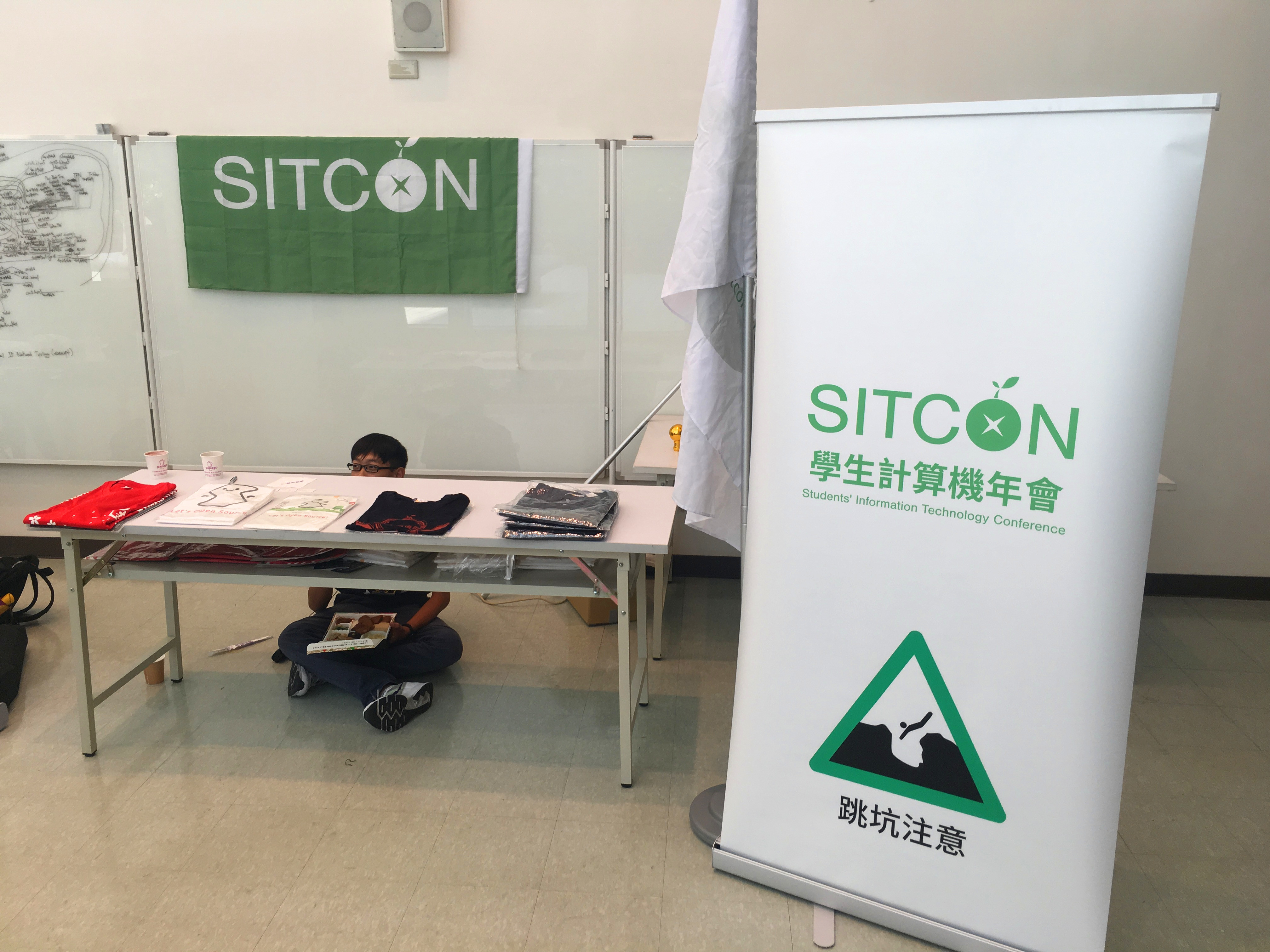
SITCON在COSCUP 2016的摊位

學生計算機年會，始源於2012年暑假，由學生自發組成、自主籌備，秉持著以學生為主軸的核心價值，並長期推廣自由及開放原始碼軟體精神，參與者橫跨國中小至大專院校、絕大多數為學生；學生計算機年會固定於每年3月舉辦。
學生計算機年會經歷各式活動，至今已成為了全台灣最大的學生資訊社群，除每年3月的年會，也持續舉辦了各地區的定期聚會、黑客松、講座活動以及夏令營。

## 年會

### 2013
2012年暑假發起經過半年籌備，2013年3月16日於國立臺灣科技大學國際大樓舉辦第一屆年會，Keynote講者為黃敬群與金超群，由李致緯擔任主持人，邀請楊奕軒、陳彥仰、沈聖博以「你想用 coding 改變怎樣的世界」舉辦嘉賓座談會，其餘議程分為Talk、Short Talk、Tutorial類型共計兩軌議程由學生主動投稿經評定挑選成為講者；一天的活動，有40位志願參與的工作人員以及共計約250名與會者。

### 2014
2014年3月15日舉辦於中央研究院人文社會科學館，年會主題為學生與創新實作，Keynote講者為陳鍾誠及鄭永斌，並以相同主題李致緯擔任主持人由 keynote 講者以及郭耀煌、林旅強、黃敬群擔任與談人舉辦座談會，其餘議程分為Talk、Short Talk類型共計三軌議程；同時首次有國中生上台。一天的活動，45位志願參與的工作人員以及共計約580名與會者。

### 2015
2015年3月7日舉辦於中央研究院人文社會科學館，學生與創新實作提昇為年會宗旨持續討論，年會主題為 The True Hackers，駭客(hacker) 起源於 1960年代的麻省理工學院人工智慧實驗室，在電腦及計算機科學剛起步的年代，初代駭客們想要了解電腦每一部分、每一位元的運作，就是為了寫出更精簡但卻更強大的程式碼，在硬體資源極為有限的狀況下，仍得以探索電腦的用途，一暼運算的未來。有了電腦，更應該讓資訊自由地流通，而非限制它。無論是自由軟體運動、資訊安全、自造者運動、和吹哨者們，都是駭客精神的展現。
Keynote 邀請兩位講者，分別是梁伯嵩先生，談論有關互聯網的歷史、PTT站長Kaede，講述駭客的核心精神以及自由軟體運動文化。而透過公開徵稿，共28場的講者，最小年紀為國中生，主題涵蓋資訊安全、開放原始碼社群推廣經驗、各項專案實做的經驗談。
座談會主題聚焦於開放校園、Open API、Open Data 推廣，由年會顧問林旅強擔任主持人，邀請交通大學電機系教授黃育綸，中央大學電算中心專案負責人張業永一同與會。
2015 年的年會參與人數突破900人，有40%的參加者為非開發者、大多數參加者都是在學學生，其中更包含國小、國中生。

### 2016
SITCON 學生計算機年會，由對資訊抱持熱誠的學生們所組成的同名社群自發籌辦，希望能透過技術與知識的激盪，給予學生們一個用自身力量實踐夢想的舞台。本屆 Keynote 的主軸為「開源貢獻」，期待在我們高喊開源之時，也別忘記捲起袖子，動手寫 code 、翻譯、真正貢獻開源專案。同時，往年的座談會將改為「論壇」，以「資訊普及教育的過去、現在與未來」為討論主題，期待會眾和與談人之間有更多交流。
Keynote : 開源貢獻
開放原始碼不僅是種精神，它更連結了開發者、使用者、推廣者，形成一個社群，使用者回報臭蟲、建議功能，開發者把這些以程式實作，他們之間相互幫忙，改進軟體，逐漸把世界變得更好。這次的 Keynote，希望藉由講者告訴大家，開源貢獻並不難，是每一個人都可以做的事情，鼓勵大家用自己能力所及的一點小力量，貢獻開源，貢獻世界。
論壇：資訊普及教育的過去、現在與未來
資訊普及教育泛指非資訊專業科系所接受的資訊教育，例如高中的電腦課和大學非資訊科系的計算機概論課。
雖然會眾與講者大多對資訊知識有廣泛認識，但相信不乏有覺得身邊的人們對於電腦知識、資訊概念或資安意識過於缺乏的時候。為什麼許多國高中電腦課會被視為「不重要的科目」？大學非資訊科系的資訊教育又該是什麼樣子？作為資訊時代的公民，又應該有哪些基礎資訊知識呢？
SITCON 2016 一改座談會慣例，改以論壇形式邀請了學者與各式資訊教育相關人士與會，活動期間將開放與會者提問與討論，期待能透過這次論壇帶給會眾、講者雙方更多思考空間與方向，讓資訊普及有更美好的未來。

### 2017
主題為「新世代的網路挑戰(Internet for Next Generation)」。

### 2018
主題為「資訊科普(Popular Computer Science -- The truth behind buzzword)」。

### 2019
主題為「開箱演算法(Algorithm in a Box)」。

### 2020

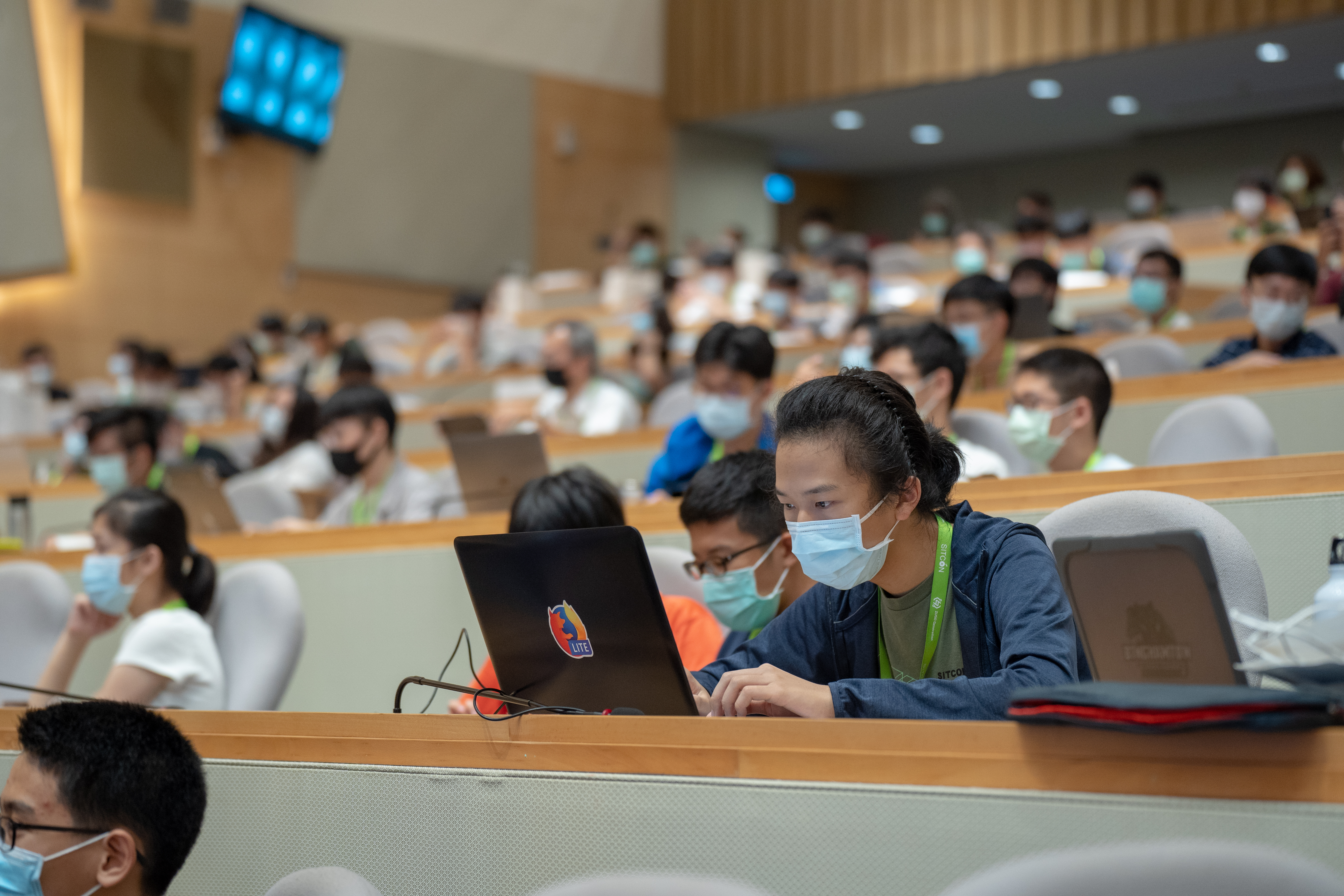
2020年學生計算機年會上，因COVID-19疫情影響，與會者全程配戴口罩。

因COVID-19疫情，該年年會自3月延至8月8日，仍於中研院社科館舉辦，並有新創科技公司贊助口罩、酒精等防疫物資。是年學生計算機年會主題為「#define student」，希望透過各領域專家（如車諾比病毒發明者「CIH」陳盈豪）分享，培養學生觀察不同領域事件發展的脈絡，重新定義自己，並用有自主學習未來技術之能力。該屆年會參與者來自全中華民國170餘所大專院校與高級中等學校，高中生約佔3成，且中南部學校佔170餘所學校過半。主辦社群於新聞稿中，表示年會核心價值是「養成學生的社會責任」，意欲推動以資訊實作為核心的學生自主學習。

### 2021
因COVID-19疫情，該年年會延期至 9/4，在線上透過Gather舉行，主題為「算盤的後裔 (Descendants of the abacus)」。

### 2022
2022年9月4日舉辦於中央研究院，主題「Cat in a Maze」參考自 Rat in a Maze 這道經典演算法題目，題目描述一隻老鼠要走迷宮，在給定了迷宮形狀的前提下，要努力找出走出迷宮的出路。「Rat in a Maze」這句話切實地反映了劇烈動盪時代下的學生們在面對未來的生涯發展時，猶如一隻無法逃避、勢必得進入體制這一迷宮的老鼠。
但是⋯⋯我們真的只能當老鼠嗎？
不如，像貓咪一樣思考？以貓咪的個性，第一直覺想到的會是遇到迷宮時，直接破壞迷宮離開，或者是使用我們想不到的方式解決迷宮。同時貓咪相較於老鼠，對一切事物充滿好奇、敢於探索未知事物，不畏強權挑戰一切，這是貓咪獨特的個性。
對於學生而言，充滿好奇、敢於探索未知事物相當重要，畢竟自己的未來要由自己來定義。當大家陷入迷惘的時候，比起使用老鼠比擬大家已經陷入迷惘，不如讓我們可以看看貓咪、學學貓咪，換個思維邏輯去面對迷惘的現況，保持著好奇心與探索的樂趣。又或者跳脫框架，創造屬於自己的美好未來。

### 2024
2024年3月9日舉辦於中央研究院，主題為「Human After AI!」。

### 2025
2025年3月8日舉辦於中央研究院人文社會科學館，年會主題為「Lines of Flight」，是當代文學裡的一個概念，由法國的思想家德勒茲提出，是指在日常社會結構中找到一個裂縫或缺口，並在現有框架下挖掘出新的可能性。而 Lines，則代表了多條可能的逃逸路徑。我們可以不只有一種選擇或方法，而是有各種突破框架、追求創新和探索新可能性的方向。

## 定期聚
2013 年底於台大周邊的咖啡店舉辦歲末祈福冬季聚，自此埋下了定期聚希望的種子。在 2014 年會之後便開始了雙週的臺北場定期聚。一直到十月下旬，第一個地點不在臺北的定期聚終於誕生，為 SITCON 與 交大網路福利社 (CCCA) 聯合舉辦之新竹場。隨後在高雄、台南、桃園、台中、花蓮、雲林等地都陸陸續續開花結果。
- SITCON 台北定期聚-臺灣大學開源社
- SITCON 桃園定期聚-中央大學網路開源社、元智大學ITAC
- SITCON 新竹定期聚-交通大學網路福利社
- SITCON 台中定期聚-逢甲大學黑客社
- SITCON 雲林定期聚-雲林科技大學數位3C研習社
- SITCON 台南定期聚-成功大學CCNS、C4Labs
- SITCON 高雄定期聚-國立高雄應用科技大學資訊研習社
- SITCON 花蓮定期聚-東華大學
- SITCON 台東定期聚-WTTD社群

## 夏令營
除了舉辦年會以外，參與學生計算機年會籌備的社群成員亦會定期舉辦夏令營活動，以「沒有夜教、沒有營火晚會」的非傳統夏令營為訴求，向有意接觸資訊領域的入門學子推廣資訊教育與開源社群精神。第一屆SITCON夏令營於2014年舉辦，其後原則上每年舉行，每梯次營期約四至五日。
作為台灣開放原始碼社群舉辦夏令營的先驅，SITCON夏令營以小型黑客松活動作為營隊主軸，亦舉辦「視界咖啡館」，邀請到各領域、社群前輩與學員分享工作經驗、學習過程、面對困難的解決方式。夏令營學員於結業後，除了有學員成功踏上資訊研討會的舞台，更有許多學員在營隊後對開源社群活動深感興趣，投身貢獻開放原始碼專案及開源社群活動籌備。
| 年度 | 日期                                                    | 主題                                     | 地點                                   | 特色活動                               |
| ---- | ------------------------------------------------------- | ---------------------------------------- | -------------------------------------- | -------------------------------------- |
| 2014 | 2014年7月14日～2014年7月17日                            | 「開源社群，創新學習科技人」             | 國立政治大學（臺北市文山區）           | 資訊課程、企業參訪、社群闖關           |
| 2015 | 2015年7月20日～2015年7月23日 2015年8月3日～2015年8月6日 | 「SITCON新手城：點燃，未來之光！」       | 聖約翰科技大學（新北市淡水區）         | RPG、黑客松、世界咖啡館                |
| 2016 | 2016年8月2日～2016年8月5日                              | 「SITCON開源鄉：墜入資訊夢，喚醒開源魂」 | 國立中央大學（桃園市中壢區）           | 網路爬蟲、資料視覺化、競標活動         |
| 2017 | 2016年8月2日～2016年8月5日                              | 「SITCON開源城：踏入資訊域，放眼開源界」 | 東海大學（臺中市西屯區）               | Telegram聊天機器人、廣度課程、短講活動 |
| 2019 | 2019年8月7日～2019年8月11日                             | 「開源宇宙：浸身資訊流，征服開源星」     | 國立台灣海洋大學（基隆市中正區）       | Unity遊戲開發入門、深度黑客松整合      |
| 2021 | 2021年7月17日～2021年7月21日                            | 「開源星球，源力崛起」                   | 線上                                   | 密室逃脫、虛擬互動                     |
| 2023 | 2023年7月20日～2023年7月24日                            | 「開源文明，源力擴張」                   | 國立陽明交通大學光復校區（新竹市東區） | 網路治理、資訊技能樹                   |
| 2024 | 2024年7月17日～2024年7月21日                            | 「拉麵加點source，麵向開源界」           | 國立陽明交通大學光復校區（新竹市東區） | 機器學習、物聯網                       |
| 2025 | 2025年7月9日~2025年7月13日                              | 「404 Not Found：青春不該throw error」   | 國立陽明交通大學光復校區（新竹市東區） | 人工智慧輔助開發                       |

## 黑客松
SITCON學生計算機年會社群舉辦的程式設計馬拉松（黑客松），通常在兩天內密集進行，旨在鼓勵青年學子透過觀察生活、將想法轉化為程式碼，推動學生實作程式改造校園、改變教育體系，並促進跨校、跨領域學生彼此認識交流。
2014年與2015年的黑客松活動以HackGen駭客世代為名，並以社群活動為靈感，引入搶先發表或分享開發過程遭遇到的困難的閃電講（英語：lightning talk）、兩週熟成後正式發表作品的「Meetup」等規劃。
2024年，SITCON與臺北市政府公務人員訓練處、臺北市政府資訊局合辦SITCON Hackathon，以消弭歧視、公民參與、心理健康等三大主題為核心，推動參賽同學提案解決社會問題。

## 外部連結
- 官方網站 （页面存档备份，存于）
- 夏令營 （页面存档备份，存于）
- 活動列表（页面存档备份，存于）
- YouTube （页面存档备份，存于）
- Facebook （页面存档备份，存于）
- Twitter （页面存档备份，存于）
- Telegram Channel （页面存档备份，存于）
- Telegram Group （页面存档备份，存于）
- GitHub（页面存档备份，存于）
- 郵件清單：sitcon-general@googlegroups.com